# Saison 2012 de l'équipe cycliste Specialized-Lululemon
Vous lisez un « bon article » labellisé en 2015.
La saison 2012 de l'équipe cycliste Specialized-Lululemon est la onzième saison de la structure professionnelle de cyclisme sur route féminin Specialized-Lululemon, connue de 2002 à 2007 sous le nom de T-Mobile. Après l'arrêt de l'équipe masculine HTC-Highroad, Kristy Scrymgeour convainc le fabricant de cycle Specialized et l'entreprise d'habillement sportif Lululemon Athletica de faire perdurer l'équipe féminine en cette année olympique. L'effectif connait peu de changements : Clara Hughes et Trixi Worrack sont les principales recrues, tandis que Judith Arndt, leader de l'équipe depuis 2006, rejoint GreenEdge-AIS. Les résultats de l'année sont dans l'ensemble très satisfaisants. Ina-Yoko Teutenberg remporte de nombreux sprints et termine quatrième de l'épreuve en ligne des Jeux Olympiques. Evelyn Stevens réalise une excellente saison en s'imposant lors de la Flèche wallonne, comptant pour la Coupe du monde, en remportant une étape de prestige du Tour d'Italie et en y montant sur le podium, puis en gagnant le classement général de la Route de France. Elle est quatrième du classement final UCI. L'équipe domine surtout lors des épreuves chronométrées grâce à Ellen van Dijk, Evelyn Stevens, Clara Hughes, Amber Neben, mais aussi Trixi Worrack voire Ina-Yoko Teutenberg. En contre-la-montre par équipe, le collectif est invaincu lors de la saison et remporte le premier championnat du monde de contre-la-montre par équipe de marques, objectif désigné de la saison. Au niveau des palmarès, l'équipe est deuxième au classement UCI et troisième de la Coupe du monde.

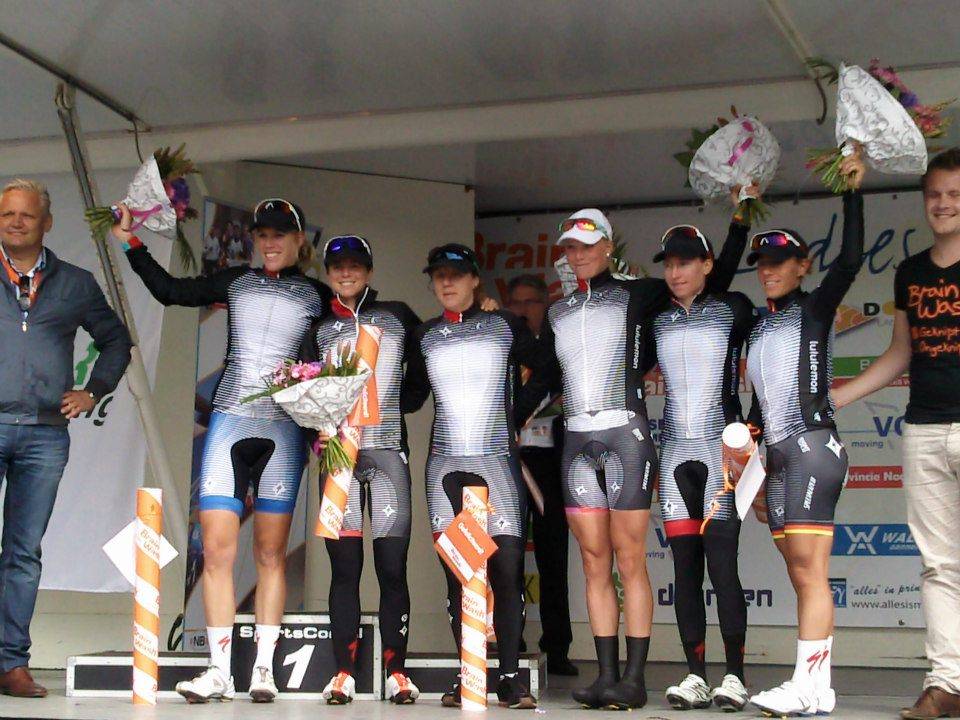
Équipe de contre-la-montre par équipe lors du Brainwash Ladies Tour. De gauche à droite : van Dijk, Stevens, Teutenberg, Becker, Neben et Worrack

## Préparation de la saison

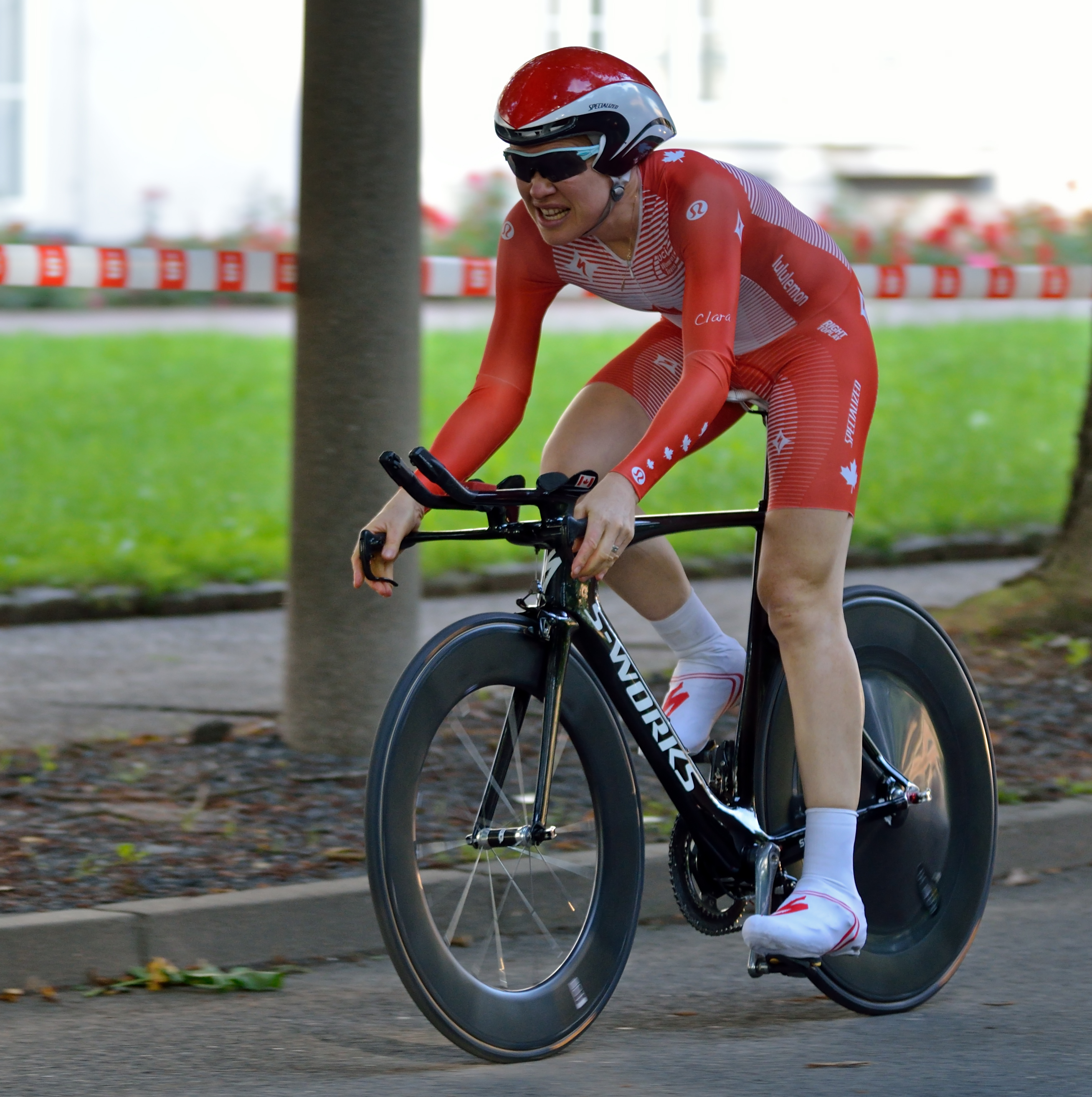
Clara Hughes, plusieurs fois championne olympique, rejoint l'équipe en 2012

### Partenaires et financement de l'équipe
Fin 2011, faute de partenaire, l'équipe masculine est dissoute. Kristy Scrymgeour parvient alors à maintenir l'équipe féminine grâce au concours des entreprises Specialized, un fabricant de cycle déjà parrain de l'équipe l'année précédente, et Lululemon Athletica, une entreprise d'habillement sportif située à Vancouver. Elle devient aussi propriétaire de la nouvelle structure juridique gérant l'équipe : Velocio sports qui est enregistrée dans le Canton de Zoug. Elle n'est donc plus sous la direction de Bob Stapleton, même si celui-ci continue de regarder l'équipe d'un regard bienveillant et que la structure High road continue à soutenir l'équipe,.
La plupart des partenaires de l'équipe lui restent fidèles. Comme l'année précédente, les vélos sont des Specialized Amira SL4 pour les épreuves en ligne et des S-Works Shiv pour les contres-la-montre. Specialized fournit également les casques, les selles et les chaussures.  Le groupe, c'est-à-dire le système de transmission et les freins, monté sur les cycles est le Di2 de la société Shimano. Ceramicspeed et SRM sont également partenaires,.
L'équipement est noir avec des lignes horizontales blanches. Il est assez novateur dans le sens où les partenaires se font discrets.

### Arrivées et départs
Le camp d'entraînement a lieu début décembre pour deux semaines en Californie à Carlsbad. Les athlètes participent à des initiations au yoga,. Un camp d'entraînement a ensuite lieu à Majorque fin janvier
L'équipe enregistre l'arrivée de la Canadienne Clara Hughes au palmarès atypique et aux qualités certaines dans l'épreuve chronométrée. En effet, elle est à la fois cycliste professionnelle et patineuse de vitesse. Elle possède ainsi quatre médailles olympiques aux jeux d'hiver en patinage et deux pour le cyclisme sur route aux jeux d'été. L'Allemande Trixi Worrack, championne d'Allemagne en 2003, vainqueur du Tour de l'Aude et médaille d'argent des championnats du monde 2006, vient apporter également son expérience à l'équipe. Lisa Brennauer, une autre Allemande, vient de l'équipe Hitec et a notamment remporté en 2005 le titre de Championne du monde du contre-la-montre juniors. La jeune Australienne Loren Rowney rejoint aussi Specialized-Lululemon, c'est sa première année hors de son continent. Elle a remporté le Honda Hybrid Women's Tour en Australie en 2011,,.
En cette année olympique les départs sont rares. Amber Neben a notamment tenu malgré le départ du partenaire financier à maintenir l'équipe soudée. Adrie Visser rejoint la Skil 1t4i, tandis qu'Amanda Miller retourne dans l'équipe Tibco-To the Top. Cependant la plus grande perte de l'équipe est celle de Judith Arndt, la leader de l'équipe depuis son arrivée en 2006, qui rejoint l'équipe australienne GreenEdge-AIS.
| Arrivée        | Équipe 2011             |
| -------------- | ----------------------- |
| Lisa Brennauer | Hitec Products UCK      |
| Clara Hughes   | Retour à la compétition |
| Loren Rowney   | Bundaberg Sugar         |
| Trixi Worrack  | AA-Drink-Leontien.nl    |

| Départ        | Équipe 2012      |
| ------------- | ---------------- |
| Judith Arndt  | GreenEdge-AIS    |
| Amanda Miller | Tibco-To the Top |
| Adrie Visser  | Skil 1t4i        |

### Objectifs
Pour Scrymgeour, il est important que chaque coureuse ait sa chance de gagner au moins une course dans l'année.
L'objectif désigné de la saison est le championnat du monde de contre-la-montre par équipe de marques. C'est le premier du genre.
Les Jeux olympiques sont également un moment fort de la saison. En début de saison Scrymgeour estime que huit coureuses ont de très sérieuses chances de participer.

## Coureurs et encadrement technique

### Effectif
| Coureur             | Date de naissance | Nationalité | Équipe 2011             |
| ------------------- | ----------------- | ----------- | ----------------------- |
| Charlotte Becker    | 19 mai 1983       | Allemagne   | HTC-Highroad            |
| Lisa Brennauer      | 8 juin 1988       | Allemagne   | Hitec Products UCK      |
| Katie Colclough     | 20 janvier 1990   | Royaume-Uni | HTC-Highroad            |
| Emilia Fahlin       | 24 octobre 1988   | Suède       | HTC-Highroad            |
| Chloe Hosking       | 1er octobre 1990  | Australie   | HTC-Highroad            |
| Clara Hughes        | 27 septembre 1972 | Canada      | Retour à la compétition |
| Amber Neben         | 18 février 1975   | États-Unis  | HTC-Highroad            |
| Loren Rowney        | 14 octobre 1988   | Australie   | Bundaberg Sugar         |
| Ally Stacher        | 8 juin 1987       | États-Unis  | HTC-Highroad            |
| Evelyn Stevens      | 9 mai 1983        | États-Unis  | HTC-Highroad            |
| Ina-Yoko Teutenberg | 28 octobre 1974   | Allemagne   | HTC-Highroad            |
| Ellen van Dijk      | 2 février 1987    | Pays-Bas    | HTC-Highroad            |
| Trixi Worrack       | 28 septembre 1981 | Allemagne   | AA-Drink-Leontien.nl    |

### Encadrement
En 2012, Kristy Scrymgeour devient directeur et propriétaire de l'équipe à la place de Bob Stapleton. Elle avait déjà occupé le poste de manager de l'équipe féminine en 2007 avant, six mois plus tard, que Stapleton ne la convainc de devenir Marketing and Communications Director pour les équipes féminine et masculine. Ronny Lauke, directeur sportif de l'équipe depuis 2008 reste à son poste. Jens Zemke, directeur sportif adjoint l'année précédente, devient directeur sportif de l'équipe MTN-Qhubeka à partir de novembre 2011. Il encadre cependant l'équipe sur le Tour du Qatar. Beth Duryea est la soigneuse de l'équipe, tandis qu'Oliver Grabowski en est le mécanicien,,.

## Déroulement de la saison

### Janvier - février: courses de préparations
Chloe Hosking et Loren Rowney préparent leur saison avec succès aux Jayco Bay Series en Australie en janvier mais en portant d'autres couleurs. Chloe Hosking remporte la première étape légèrement détachée devant Melissa Hoskins et Rochelle Gilmore. Le lendemain, Loren Rowney s'échappe avec Amanda Spratt avant de la battre au sprint,.
L'équipe commence la saison début février au Tour du Qatar, où Trixi Worrack s'impose en solitaire lors de la seconde étape. Loren Rowney, toujours sous d'autres couleurs, remporte la deuxième étape du Tour de Nouvelle-Zélande au sprint. Evelyn Stevens, sous le maillot de la sélection nationale américaine, termine deuxième du contre-la-montre de la première étape derrière Kristin Armstrong. Sur la quatrième étape, elle profite du marquage entre Armstrong et Judith Arndt pour s'échapper. Elle termine troisième de l'étape et remporte le classement général pour une seconde devant Shara Gillow,,. En Belgique, au Het Nieuwsblad, la vainqueur du jour Loes Gunnewijk part en échappée avec Ellen van Dijk et la bat dans le final, Worrack règle le sprint du groupe qui suit. Elles prennent donc respectivement la deuxième et la troisième place malgré une stratégie que Trixi juge bonne. Quatre jours plus tard, Le Samyn des Dames se termine au sprint,  Trixi Worrack se classe troisième tandis qu'Ellen van Dijk est quatrième.

### Mars: classiques
En mars, Ina-Yoko Teutenberg qui court aux États-Unis ouvre son compteur avec deux étapes sur la Merco cycling classic,. Quelques jours plus tard, Chloe Hosking gagne au sprint le Drenthe 8 en battant Marianne Vos et Giorgia Bronzini. Le lendemain à Mar del Plata en Argentine, Amber Neben remporte l'épreuve du contre-la-montre des Jeux panaméricains avec plus d'une minute d'avance sur Rhae-Christie Shaw, épreuve qui constitue une étape importante dans sa préparation olympique. Elle court ensuite au Salvador. Lors de la première étape du Tour du Salvador, elle termine troisième à une seconde de Noemi Cantele. Le lendemain, au Grand Prix du Salvador, elle part avec l'Italienne et Tatiana Guderzo et se classe troisième. Elle gagne la difficile étape suivante, est deuxième de la troisième étape. Elle remporte le contre-la-montre de la quatrième étape devant Clemilda Fernandes. Au terme de la sixième et dernière étape, elle est quatrième du classement général. À la San Dimas Stage Race, Clara Hughes est deuxième du contre-la-montre en côte inaugural, battue par Kristin Armstrong. Le lendemain, le classement est le même sur la deuxième étape. Ina-Yoko Teutenberg gagne le critérium de la troisième étape au sprint. Clara Hughes termine deuxième du classement général final.
Lors du Tour de Drenthe, à l'exception de Trixi Worrack, cinquième, l'équipe ne parvient pas à peser sur la course. Amber Neben est deuxième du prologue de la Redlands Bicycle Classic derrière Megan Guarnier. Loren Rowney remporte la première étape au sprint puis est troisième de la dernière étape. Au classement général, Amber Neben est quatrième,. Au Trofeo Alfredo Binda, Worrack prend la troisième place. Stevens suit certes l'attaque victorieuse de Marianne Vos mais négocie mal un virage et chute.

### Avril: douze victoires

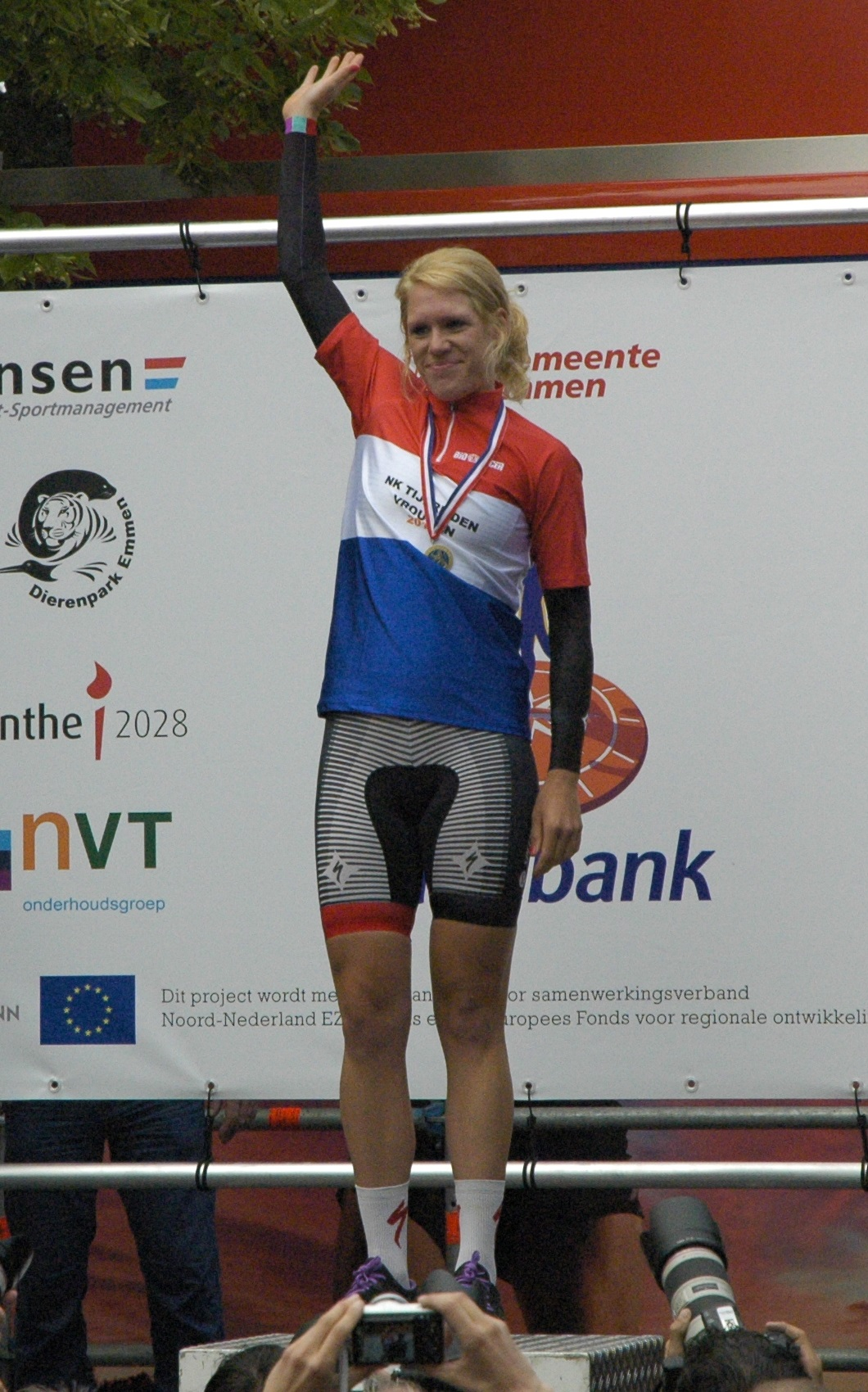
Championnats des Pays-Bas du contre-la-montre Ellen van Dijk

Le mois d'avril est particulièrement faste pour l'équipe qui y remporte douze victoires. Au Tour des Flandres, Evelyns Stevens s'échappe avec sa compatriote 
Andrea Dvorak dans le Kruisberg, mais au pied du vieux Kwaremont Judith Arndt et Kristin Armstrong, deux anciennes membres de l'équipe, reviennent de l'arrière et les lâchent dans l'ascension. Finalement van Dijk prend la sixième place dans le sprint du groupe de poursuite,.
Sur l'Energiewacht Tour, Clara Hughes est deuxième du premier contre-la-montre derrière Kristin Armstrong. Sur la deuxième étape, un bordure initiée par Marianne Vos permet de distancer l'Américaine. Ina-Yoko Teutenberg remporte l'étape au sprint devant Kirsten Wild et Marianne Vos. Elle gagne encore l'étape suivante devant les deux Néerlandaises. Elle est deuxième de l'étape 4a battue par Kirsten Wild cette fois. L'équipe gagne également le contre-la-montre par équipe de l'étape 4 secteur b. Au classement général final Ina-Yoko Teutenberg s'impose, Ellen van Dijk est deuxième,. Dans la foulée Hosking se montre la plus rapide sur Halle-Buizingen. La première grande victoire de la saison est celle d'Evelyn Stevens en coupe du monde en haut du mur de Huy dans la flèche Wallonne. Elle passe sur la ligne Marianne Vos, qui a remporté quatre des cinq dernières éditions. Elle a profité de la stratégie d'équipe, Clara Hughes étant présente dans l'échappée matinale, l'équipe Rabo Women a dû effectuer le travail de poursuite, Stevens a donc pu s'économiser pour dominer Vos,,.
Au contre-la-montre du Circuit de Borsele, Ellen van Dijk prend la victoire, Clara Hughes la troisième place et Ina-Yoko Teutenberg la quatrième. Van Dijk récidive le lendemain en gagnant l'épreuve en ligne éponyme en réglant au sprint un groupe de sept échappées. Toujours la même semaine, l'équipe confirme sa supériorité dans l'exercice chronométré, Ellen van Dijk remportant le prologue du Gracia Orlova tandis que Trixi Worrack, Evelyn Stevens et Katie Colclough prennent respectivement la deuxième, quatrième et sixième place ; deux jours plus tard van Dijk remporte le contre-la-montre avec une seconde d'avance sur Stevens qui a elle-même plus d'une minute d'avance sur la troisième. L'équipe domine l'épreuve en remportant toutes les étapes et le classement général. Dans l'ordre les étapes sont gagnées par Ellen van Dijk, Evelyn Stevens, Ellen van Dijk, Trixi Worrack et Katie Colclough,.

### Mai: Gatineau et Exergy Tour
Au début du mois, Loren Rowney gagne au sprint la quatrième étape du Tour of the Gila sous les couleurs de la sélection nationale australienne. La domination de l'équipe sur le contre-la-montre est encore confirmée au Gattineau : Clara Hughes se classant première, Evelyn Stevens deuxième, Amber Neben troisième et Ina-Yoko Teutenberg cinquième. Cette dernière remporte l'épreuve en ligne dans l'emballage final.
Ina-Yoko Teutenberg étant au Canada, elle ne défend pas son titre sur la cinquième manche de coupe du monde qu'est le Tour de l'île de Chongming. Chloe Hosking y termine quatrième du sprint. Sur l'Exergy Tour, Clara Hughes est troisième du prologue devant Ina-Yoko Teutenberg et Evelyn Stevens. L'Allemande est devancée au sprint sur la première étape par Theresa Cliff-Ryan. La deuxième étape est un contre-la-montre, où Amber Neben s'impose devant Evelyn Stevens et Clara Hughes. Ina-Yoko Teutenberg est la plus rapide le lendemain. Sur la dernière étape, Evelyn Stevens se classe deuxième et remporte le classement général. Amber Neben et Clara Hughes complètent le podium. L'équipe remporte également le classement par points, celui de la montagne et par équipe,,.
Les résultats du début d'année sont très satisfaisants.

### Juin: épreuves à étapes

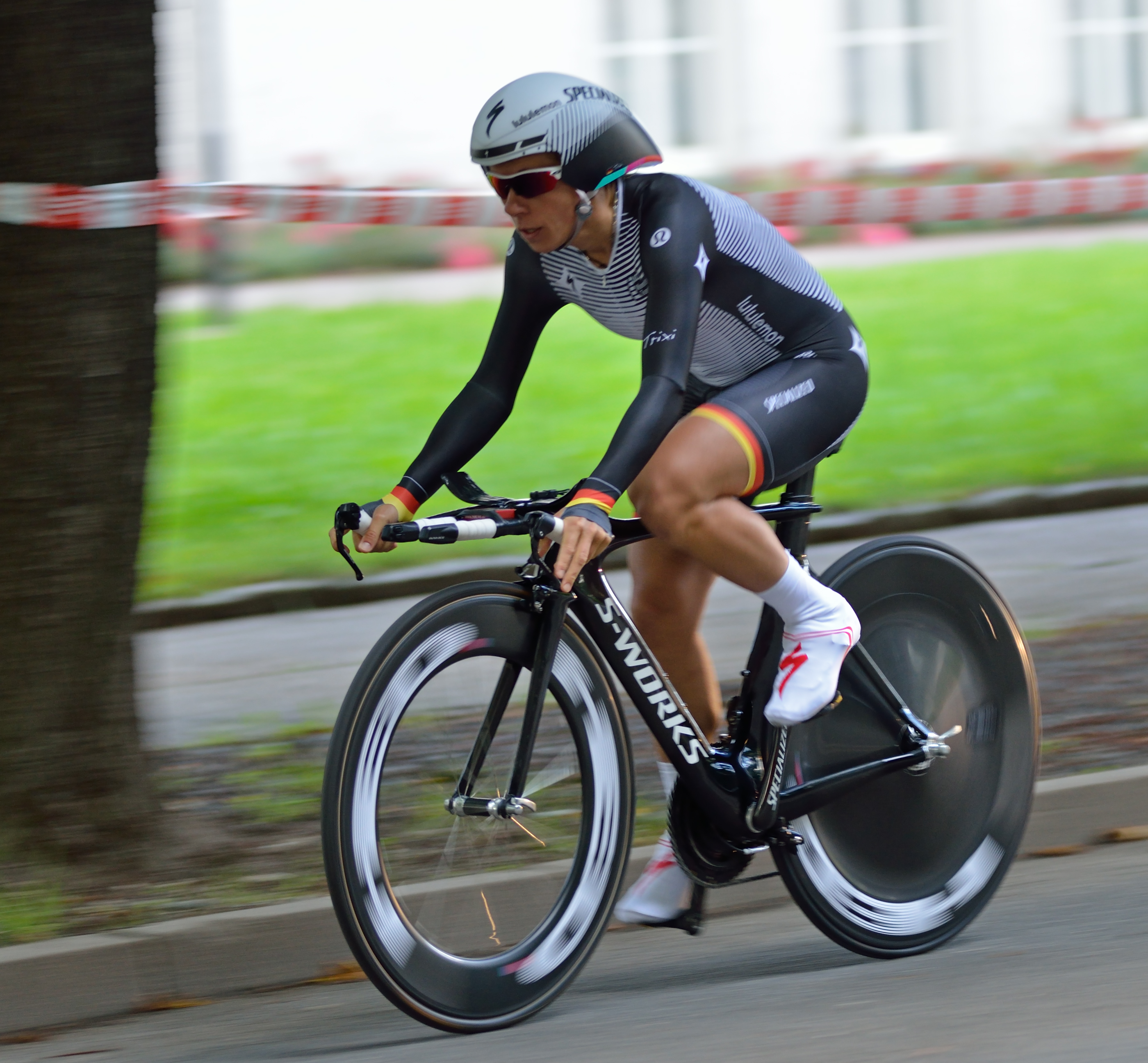
Trixi Worrack termine seconde du Tour de Thuringe

Début juin, Ina-Yoko Teutenberg remporte au sprint la Liberty Classic pour la cinquième fois. Elle gagne aussi la première étape de l'Emakumeen Euskal Bira. Trixi Worrack est troisième des deux premières étapes. Sur le contre-la-montre en côte de la troisième étape, Ellen van Dijk est troisième devancée par Linda Villumsen et Judith Arndt. Trixi Worrack perd plus d'une minute, mais se rattrape en terminant une nouvelle fois troisième le lendemain et finit septième du classement général.
Aux États-Unis, une partie de l'équipe participe au Nature Valley Grand Prix. Sur le contre-la-montre inaugural, Amber Neben se classe troisième. Sur le critérium de la deuxième étape, Loren Rowney est cinquième. Surtout, Emilia Fahlin est quatrième de l'étape suivante avant de s'imposer devant l'Australienne dans la cinquième étape. Elle termine quatrième de la dernière étape ce qui lui permet de monter sur la deuxième marche du podium final.
Sur les championnats nationaux, Trixi Worrack, Ina-Yoko Teutenberg et Charlotte Becker terminent respectivement deuxième, troisième et quatrième sur l'épreuve contre-la-montre en Allemagne remportée une nouvelle fois par Judith Arndt. Sur l'épreuve en ligne, Charlotte Becker est deuxième, Trixi Worrack troisième à plus de douze minutes de la vainqueur Judith Arndt qui réalise donc le doublé. Aux États-Unis, Amber Neben remporte l'épreuve chronométrée une seconde devant sa coéquipière Evelyn Stevens. Elles échangent donc leurs places par rapport à l'année précédente. Sur l'épreuve en ligne, Amber Neben finit septième. Enfin aux Pays-Bas, Ellen van Dijk prend le titre sur le contre-la-montre. Clara Hughes réalisant la même performance au Canada devançant d'une minute quarante la deuxième Rhae-Christie Shaw.

### Juillet: Tour d'Italie et Tour de Thuringe
Sur le Tour d'Italie, Ina-Yoko Teutenberg est quatrième de la première étape qui se termine au sprint. Dans le contre-la-montre du lendemain, Clara Hughes est deuxième, battue par Marianne Vos. Evelyn Stevens finit cinquième. Cette dernière crée la surprise sur la troisième étape, en s'échappant seule. Elle remporte l'étape et y prend le maillot rose. Elle est quatrième de l'étape suivante mais perd la première place du classement général face au profit de Marianne Vos. Evelyn Stevens se classe quatrième et troisième des septième et huitième étapes, toutes remportées par la Néerlandaise. Encore seconde du général la veille de la dernière étape, elle a une défaillance le dernier jour et perd du temps sur Emma Pooley. Elle prend finalement la troisième place du classement final. Elle est également deuxième du classement de la montagne et quatrième du classement par points,.
Pour la vingt-cinquième édition du Tour de Thuringe, Clara Hughes est deuxième du prologue, Trixi Worrack cinquième. Ina-Yoko Teutenberg s'impose sur les deux premières étapes au sprint. Trixi Worrack se montre la plus rapide de la troisième étape en devançant Elizabeth Armitstead. Le lendemain, elle récidive sur le contre-la-montre individuel avec moins d'une seconde d'avance sur Judith Arndt. Cette dernière prend la tête du classement général, Trixi Worrack est deuxième pour cinq secondes. Les deux coureuses se marquent sur les deux dernières étapes. Judith Arndt parvient donc à maintenir son avance au général, Worrack finit deuxième avec neuf secondes de retard,.

### Jeux olympiques

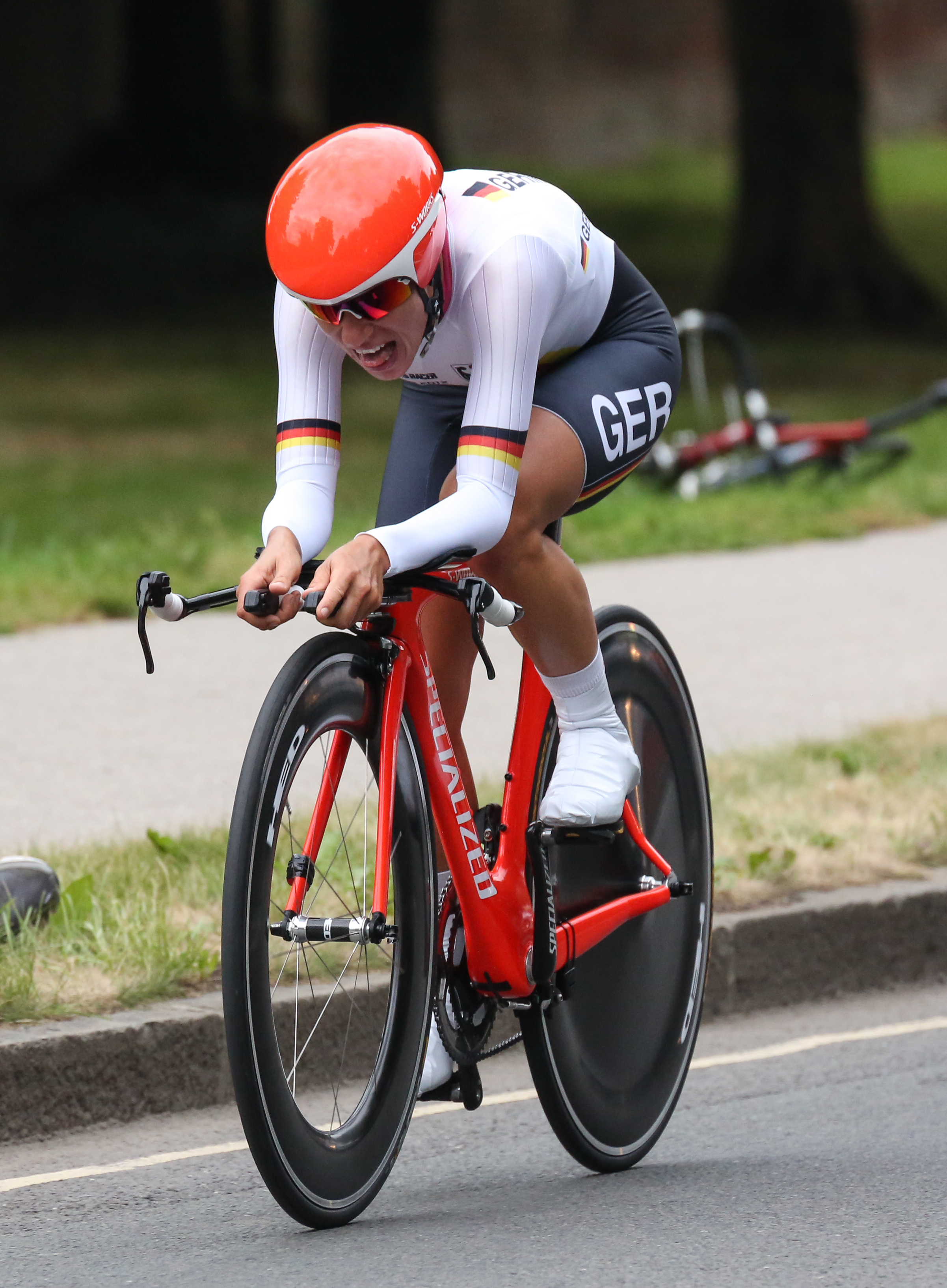
Trixi Worrack au contre-la-montre des jeux olympiques

Huit membres de l'équipe participent aux Jeux olympiques :
Chloe Hosking, Clara Hughes, Ina-Yoko Teutenberg, Trixi Worrack, Ellen van Dijk, Emilia Fahlin, Amber Neben, Evelyn Stevens
. Elles obtiennent des accessits sur les courses contre-la-montre et en ligne avec leurs sélections respectives. Lors du chrono, Clara Hughes prend la cinquième place, Amber Neben la septième, Ellen van Dijk la huitième et Trixi Worrack la neuvième. Sur l'épreuve en ligne, Ina-Yoko Teutenberg règle le sprint du peloton et prend la quatrième place. Ellen van Dijk se met au service de sa compatriote Marianne Vos animant les débats avec plusieurs tentatives d'échappée. Evelyn Stevens attaque également durant la course.
Ellen van Dijk a également participé à la poursuite par équipe sur la piste et prend la sixième place.

### Août: Route de France, puis Suède
La Route de France qui suit les jeux est l'occasion pour l'équipe de briller. Evelyn Stevens part favorite. Elle se classe deuxième du contre-la-montre inaugural, Emilia Fahlin est cinquième. Au sprint, Chloe Hosking termine deuxième de l'étape suivante, puis troisième de la quatrième étape avant de s'imposer sur la cinquième. Loren Rowney gagne le lendemain dans un nouvel emballage final. Evelyn Stevens ensuite s'impose avec autorité à la Planche des Belles Filles et prend la tête du classement général. Elle est sixième le lendemain avant de remporter la neuvième et dernière étape confirmant ainsi sa domination et s'assurant le général de l'épreuve,.
Dans la manche de Coupe du monde en Suède, Specialized-Lululemon remporte le contre-la-montre par équipe avec la composition suivante : Stevens, Teutenberg, Worrack, Neben, van Dijk et Becker,. Lors de la course en ligne, Trixi Worrack prend la troisième place du sprint du peloton, soit la cinquième place au total. 

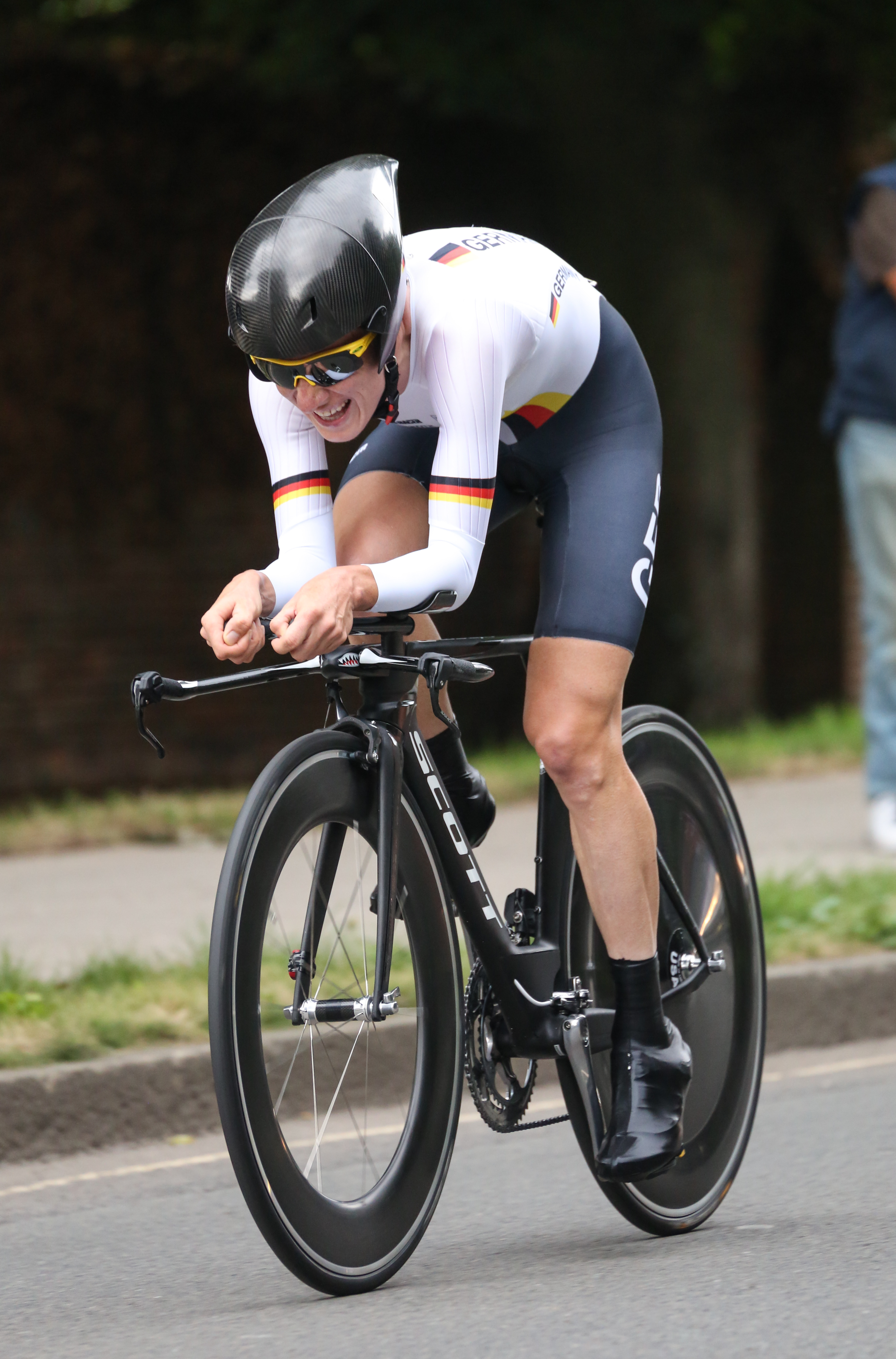
Judith Arndt aux jeux olympiques

Fin août, Evelyn Stevens termine cinquième d'un Grand Prix de Plouay outrageusement dominé par Marianne Vos. Trixi Worrack est huitième. Le Lotto-Decca Tour se court au même moment. Ellen van Dijk est deuxième de la première étape qui se termine au sprint. Emilia Fahlin est troisième le lendemain, la Néerlandaise est septième. Sur la dernière étape qui arrive à Grammont, elle s'impose et gagne par là même le classement général,.

### Septembre: Championnats du monde
Au début du mois, Katie Colclough gagne le titre de Championne de Grande-Bretagne sur route espoirs. Deux semaines avant le championnat du monde, l'équipe participe au Holland Ladies Tour. Ina-Yoko Teutenberg est la plus rapide lors de la première étape. Toutefois, à cause des bonifications c'est Marianne Vos qui s'empare de la tête du classement général. Le lendemain, la formation gagne le contre-la-montre par équipes avec la composition suivante : van Dijk, Becker, Stevens, Worrack et Teutenberg. Trixi Worrack devient alors leader du classement général. Charlotte Becker lui prend cette place lors de la troisième étape et finit deuxième de l'étape le jour d'après. Ina-Yoko Teutenberg gagne au sprint la cinquième étape. Sur l'ultime étape, Marianne Vos dynamite la course suivie par Evelyn Stevens. Cette dernière se classe deuxième de l'étape ce qui lui permet de monter sur la deuxième marche du podium final, Trixi Worrack est quatrième. Charlotte Becker perd plus de douze minutes sur l'étape et finit quatorzième de l'épreuve,.
L'équipe conclut la saison en gagnant le championnat du monde par équipe contre-la-montre avec vingt-quatre secondes d'avance sur l'équipe Green Edge menée par Judith Arndt et Linda Villumsen, deux anciennes de l'équipe. La composition au départ est la suivante : Neben, Stevens, van Dijk, Becker, Worrack et Teutenberg. L'équipe est donc invaincue sur cet exercice en 2012.
Sur les épreuves individuelles, Evelyn Stevens prend la médaille d'argent du contre-la-montre devancée par Judith Arndt. Ellen van Dijk est cinquième, Ina-Yoko Teutenberg sixième, Amber Neben septième et Trixi Worrack huitième. Sur la course en ligne, Amber Neben part dans la première échappée avec Charlotte Becker entre autres. À deux tours de l'arrivée, Marianne Vos revient à l'avant. Le tour suivant, elle accélère dans le Cauberg et distance la plupart des membres du groupe. Amber Neben revient toutefois avant de subir une nouvelle fois dans la dernière ascension de la côte. Elle prend finalement la quatrième place. Les autres membres de l'équipe terminent loin,.

## Bilan de la saison
L'équipe réalise globalement une très bonne saison avec plus de soixante victoires et le titre mondial en contre-la-montre par équipes. Alfred North écrit à propos du mois d'août que l'équipe est « euphorique ». Avec quarante-huit victoires UCI sur route, l'équipe est celle qui a le plus gagné de l'année loin devant la Rabobank Women qui compte trente-cinq victoires . Toutes compétitions comprises, le décompte atteint soixante. Elle est également première du classement cycling quotient.

### Victoires
| Date         | Course                                            | Pays             | Cat. | Vainqueur             |
| ------------ | ------------------------------------------------- | ---------------- | ---- | --------------------- |
| 2 février    | 2e étape du Tour du Qatar                         | Qatar            | 2.1  | Trixi Worrack         |
| 23 février   | 2e étape du Tour de Nouvelle-Zélande              | Nouvelle-Zélande | 2.2  | Loren Rowney          |
| 26 février   | 2e étape du Tour de Nouvelle-Zélande              | Nouvelle-Zélande | 2.2  | Evelyn Stevens        |
| 8 mars       | Drentse 8                                         | Pays-Bas         | 1.1  | Chloe Hosking         |
| 9 mars       | Jeux panaméricains contre-la-montre               |                  | 9    | Amber Neben           |
| 17 mars      | 2e étape du Tour du Salvador                      | Salvador         | 2.1  | Amber Neben           |
| 18 mars      | 3e étape secteur b du Tour du Salvador            | Salvador         | 2.1  | Amber Neben           |
| 5 avril      | 2e étape de l'Energiewacht Tour                   | Pays-Bas         | 2.2  | Ina-Yoko Teutenberg   |
| 6 avril      | 3e étape de l'Energiewacht Tour                   | Pays-Bas         | 2.2  | Ina-Yoko Teutenberg   |
| 7 avril      | 4e étape secteur b de l'Energiewacht Tour         | Pays-Bas         | 2.2  | Specialized-Lululemon |
| 8 avril      | Energiewacht Tour                                 | Pays-Bas         | 2.2  | Ina-Yoko Teutenberg   |
| 15 avril     | Halle-Buizingen                                   | Belgique         | 1.2  | Chloe Hosking         |
| 18 avril     | Flèche wallonne féminine                          | Belgique         | CDM  | Evelyn Stevens        |
| 21 avril     | Circuit de Borsele                                | Pays-Bas         | 1.2  | Ellen van Dijk        |
| 25 avril     | Prologue de Gracia Orlova                         | Tchéquie         | 2.2  | Ellen van Dijk        |
| 26 avril     | 1re étape de Gracia Orlova                        | Tchéquie         | 2.2  | Evelyn Stevens        |
| 27 avril     | 2e étape de Gracia Orlova (clm)                   | Tchéquie         | 2.2  | Ellen van Dijk        |
| 28 avril     | 3e étape de Gracia Orlova                         | Tchéquie         | 2.2  | Trixi Worrack         |
| 29 avril     | 4e étape de Gracia Orlova                         | Tchéquie         | 2.2  | Katie Colclough       |
| 29 avril     | Gracia Orlova                                     | Tchéquie         | 2.2  | Evelyn Stevens        |
| 19 mai       | Chrono Gatineau (clm)                             | Canada           | 1.1  | Clara Hughes          |
| 21 mai       | Grand Prix cycliste de Gatineau                   | Canada           | 1.1  | Ina-Yoko Teutenberg   |
| 26 mai       | 2e étape de l'Exergy Tour (clm)                   | États-Unis       | 2.1  | Amber Neben           |
| 27 mai       | 3e étape de l'Exergy Tour                         | États-Unis       | 2.1  | Ina-Yoko Teutenberg   |
| 28 mai       | Exergy Tour                                       | États-Unis       | 2.1  | Evelyn Stevens        |
| 3 juin       | Liberty Classic                                   | États-Unis       | 1.1  | Ina-Yoko Teutenberg   |
| 7 juin       | 1re étape de l'Emakumeen Euskal Bira              | Espagne          | 2.1  | Ina-Yoko Teutenberg   |
| 20 juin      | Championnats des Pays-Bas du contre-la-montre     | Pays-Bas         | CN   | Ellen van Dijk        |
| 21 juin      | Championnat des États-Unis du contre-la-montre    | États-Unis       | CN   | Amber Neben           |
| 21 juin      | Championnats du Canada du contre-la-montre        | Canada           | CN   | Clara Hughes          |
| 1er juillet  | 3e étape du Tour d'Italie                         | Italie           | 2.1  | Evelyn Stevens        |
| 17 juillet   | 1re étape du Tour de Thuringe                     | Allemagne        | 2.1  | Ina-Yoko Teutenberg   |
| 18 juillet   | 2e étape du Tour de Thuringe                      | Allemagne        | 2.1  | Ina-Yoko Teutenberg   |
| 19 juillet   | 3e étape du Tour de Thuringe                      | Allemagne        | 2.1  | Trixi Worrack         |
| 20 juillet   | 4e étape du Tour de Thuringe (clm)                | Allemagne        | 2.1  | Trixi Worrack         |
| 8 août       | 5e étape de la Route de France                    | France           | 2.1  | Chloe Hosking         |
| 9 août       | 6e étape de la Route de France                    | France           | 2.1  | Loren Rowney          |
| 10 août      | 7e étape de la Route de France                    | France           | 2.1  | Evelyn Stevens        |
| 12 août      | 9e étape de la Route de France                    | France           | 2.1  | Evelyn Stevens        |
| 12 août      | Route de France                                   | France           | 2.1  | Evelyn Stevens        |
| 17 août      | Contre-la-montre par équipes de Vårgårda          | Suède            | CDM  | Specialized-Lululemon |
| 27 août      | 3e étape du Lotto-Decca Tour                      | Belgique         | 2.2  | Ellen van Dijk        |
| 27 août      | Lotto-Decca Tour                                  | Belgique         | 2.2  | Ellen van Dijk        |
| 2 septembre  | Championnats de Grande-Bretagne sur route espoirs | Royaume-Uni      | CN   | Katie Colclough       |
| 4 septembre  | 1re étape du Brainwash Ladies Tour                | Pays-Bas         | 2.1  | Ina-Yoko Teutenberg   |
| 5 septembre  | 2e étape du Brainwash Ladies Tour                 | Pays-Bas         | 2.1  | Specialized-lululemon |
| 8 septembre  | 5e étape du Brainwash Ladies Tour                 | Pays-Bas         | 2.1  | Ina-Yoko Teutenberg   |
| 16 septembre | Championnats du monde contre-la-montre par équipe |                  | CM   | Specialized-Lululemon |
| 21 octobre   | Chrono des Herbiers                               | France           | 1.1  | Amber Neben           |

### Résultats sur les courses majeures

#### Coupe du monde
| Date      | # | Course                                   | Meilleure classée     | Classement |
| --------- | - | ---------------------------------------- | --------------------- | ---------- |
| 10 mars   | 1 | Tour de Drenthe                          | Trixi Worrack         | 5e         |
| 25 mars   | 2 | Trofeo Alfredo Binda-Comune di Cittiglio | Trixi Worrack         | 3e         |
| 1er avril | 3 | Tour des Flandres                        | Ellen van Dijk        | 6e         |
| 18 avril  | 4 | Flèche wallonne féminine                 | Evelyn Stevens        | Vainqueur  |
| 13 mai    | 5 | Tour de l'île de Chongming               | Chloe Hosking         | 4e         |
| 17 août   | 6 | Open de Suède Vårgårda TTT               | Specialized-Lululemon | Vainqueur  |
| 19 août   | 7 | Open de Suède Vårgårda                   | Trixi Worrack         | 5e         |
| 25 août   | 8 | GP de Plouay-Bretagne                    | Evelyn Stevens        | 5e         |

Evelyn Stevens termine troisième du classement final, Trixi Worrack quatrième, l'équipe troisième.

#### Grands tours
| Grand tour           | Tour d'Italie      | Route de France     |
| -------------------- | ------------------ | ------------------- |
| Coureur (classement) | Evelyn Stevens(3e) | Evelyn Stevens(1re) |
| Accessits            | 1 victoire d'étape | 4 victoires d'étape |

### Classement UCI
| Rang | Coureur             | Points |
| ---- | ------------------- | ------ |
| 4    | Evelyn Stevens      | 825    |
| 5    | Amber Neben         | 574    |
| 6    | Ina-Yoko Teutenberg | 563    |
| 8    | Trixi Worrack       | 512    |
| 19   | Ellen van Dijk      | 317    |
| 24   | Chloe Hosking       | 262    |
| 27   | Clara Hughes        | 232    |
| 46   | Charlotte Becker    | 149    |
| 123  | Emilia Fahlin       | 41     |
| 139  | Lisa Brennauer      | 32     |
| 152  | Loren Rowney        | 26     |
| 231  | Katie Colclough     | 11     |

L'équipe est deuxième au classement UCI derrière l'équipe Rabobank Women.